# Symplocos parvifolia
Symplocos parvifolia är en tvåhjärtbladig växtart som beskrevs av George Bentham. Symplocos parvifolia ingår i släktet Symplocos och familjen Symplocaceae. Utöver nominatformen finns också underarten S. p. subcuneata.